# Amchawaja 1
Amchawaja 1 (biał. Амхавая 1; ros. Амховая 1, pol. hist. Amchowa) – wieś na Białorusi, w obwodzie mohylewskim, w rejonie mohylewskim, w sielsowiecie Padhorje, przy drodze republikańskiej R71.
Do 1917 położona była w Rosji, w guberni mohylewskiej, w powiecie czauskim. Następnie w granicach Związku Sowieckiego. Od 1991 w niepodległej Białorusi.